# 新京特別市立第一病院

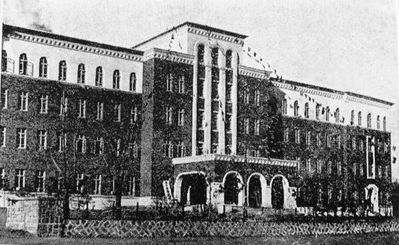
新京特別市立第一病院

新京特別市立第一病院位于新京市自强街（今长春市自强街218号），为新京当时规模最大的综合医院。
医院占地面积12000平方米，主楼于1935年8月21日动工，1936年9月15日竣工。建筑采用钢筋混凝土结构，地上主体四层，局部五层，地下一层，建筑面积8780平方米。
楼体主立面采用横五段对称式设计，中部及左右两端墙体突出，主出入口前设有车廊，腰线以上贴桔黄色面砖，顶层为白色抹灰面，建筑造型受到大连满铁医院的影响。该楼楼顶现已另加建一层，外墙改用白色面砖重新贴面。
自1936年医院创办以来，医院名称和隶属关系经过多次变更，2000年6月更名为吉林大学第二医院。